# Didymoglossum kirkii
Didymoglossum kirkii är en hinnbräkenväxtart som först beskrevs av William Jackson Hooker, och fick sitt nu gällande namn av Ebihara och Dubuisson. Didymoglossum kirkii ingår i släktet Didymoglossum och familjen Hymenophyllaceae. Inga underarter finns listade.